# Seitokai Yakuindomo
Seitokai Yakuindomo (jap. 生徒会役員共, dt. „Schülerratsmitglieder“) ist eine Shōnen-Mangareihe, die von Tozen Ujiie geschrieben und gezeichnet wird. Seit Mai 2007 erschien der sich auf einen Schülerrat und dessen perverse Gedanken konzentrierende Manga innerhalb von Magazine Special und wird seit Juli 2008 im Shūkan Shōnen Magazine fortgeführt. Im Jahr 2010 wurde Seitokai Yakuindomo vom Animationsstudio GoHands als gleichnamige Anime-Fernsehserie adaptiert und im Jahr 2011 als OVA. Am 4. Januar 2014 fand die Premiere der 2. Staffel mit Namen Seitokai Yakuindomo* auf AT-X statt.

## Handlung
Der Schüler Takatoshi Tsuda entscheidet sich aus reiner Bequemlichkeit für die Ōsai Gakuin als Oberschule. Ungeachtet dessen, dass diese bis vor kurzem eine reine Mädchenschule war. So befindet er sich im ersten Jahrgang, in dem sowohl Mädchen als auch Jungen zusammen den Unterricht besuchen. Doch noch bevor er am ersten Tag das Schulgelände überhaupt betreten kann, wird er von der Schülerratsvorsitzenden Shino Amakusa zur Einhaltung der korrekten Kleiderordnung gezwungen. Dabei lernt er auch direkt die zwei weiteren Schülerratsmitglieder Aria Shichijō und Suzu Hagimura kennen. Dabei kommt Shino überraschend die Idee, ihn mit in den Schülerrat aufzunehmen, da nun schließlich auch männliche Schüler vorhanden seien und sich das auch in der Besetzung des Rates widerspiegeln solle. Von diesem Zeitpunkt an versucht er die Aufgaben des Schülerrats mitzuerledigen und sieht sich mit den nahezu durchgehend zweideutigen und perversen Gedanken von Shino und den Macken der anderen Schüler und Ratsmitglieder konfrontiert.

### Charaktere
Takatoshi Tsuda (津田 タカトシ, Tsuda Takatoshi)
Er ist ein zurückhaltender aber auch ziemlich bequemer Schüler. Aus diesem Grund sucht er immer nach der einfachsten Lösung und muss bald überrascht feststellen, dass sich seine Vorstellung von einem bequemen Schulleben nicht erfüllt. So sieht er sich immer wieder den sexuellen Gedanken der anderen Schülerratsmitglieder, die seiner jüngeren Schwester und der Klassenlehrerin ausgesetzt, die er immer wieder in Position eines Außenstehenden kommentiert.
Shino Amakusa (天草 シノ, Amakusa Shino)
Sie ist die sich im zweiten Jahrgang befindliche Vorsitzende des Schülerrates. Grob betrachtet ist sie seriös, fleißig und talentiert. Dennoch denkt sie stets sexuelle Dinge und äußert sich in der Regel zweideutig. So gibt sie beispielsweise schon sehr früh zu, dass sie hauptsächlich Interesse an Takatoshi hatte, da sie eventuell noch mehr herausfinden könnte, als sie im Biologieunterricht über Männer erfahren hat. Trotz ihrer Bekanntheit leidet sie ein wenig an der Vorstellung, das sich ihre Oberweite nicht so richtig entwickeln würde, da sie insbesondere hinsichtlich ihrer besten Freundin Aria zurücksteht.
Aria Shichijō (七条 アリア, Shichijō Aria)
Wie Shino ist sie im zweiten Jahrgang und besitzt rein äußerlich eine sehr erwachsene Erscheinung mit großer Oberweite. Dazu stammt sie aus einer wohlhabenden Familie, was allein schon am aufwändig gestalteten Bentō sichtbar wird. Dennoch tendieren auch ihre Gedanken in die Richtung der von Shino, wobei sie von Takatoshi als hohlköpfig beschrieben wird, was eine Folge des „Reichtums“ sei. So steht sie beispielsweise minutenlang vor dem Klassenraum und wundert sich, warum der Fahrstuhl nicht ankomme, obwohl die Schule nicht mal einen besitzt.
Suzu Hagimura (萩村 スズ, Hagimura Suzu)
Sie besucht wie Takatoshi den ersten Jahrgang und gilt als ein 16-jähriges Genie mit einem IQ von 180. Sie ist eine Austauschschülerin, die zurückgekommen ist. Sie zeigt von allen Charakteren das reifteste Verhalten, reagiert aber sehr empfindlich auf Aussagen hinsichtlich ihrer Körpergröße. Sie ist nämlich sehr kleinwüchsig und wird daher immer wieder für eine Grundschülerin gehalten, worauf sie äußerst aggressiv reagiert. So fehlt sie auch regelmäßig in den Abbildungen und ein paar Pfeile weisen darauf hin, dass sie sich irgendwo außerhalb bzw. unterhalb des Bildes befindet. Zugleich wird sie benutzt, um regelmäßig auf Lolicon-Themen anzuspielen. Sie spricht außerdem mehrere Sprachen, darunter Englisch.
Kotomi Tsuda (津田 コトミ, Tsuda Kotomi)
Sie ist die jüngere Schwester von Takatoshi und befindet sich nach seiner Aussage gerade in der Pubertät. Sie ist dabei stets um das Wohlbefinden ihres Bruders bemüht und legt dabei ein ebenfalls mit Shino vergleichbares Verhalten an den Tag. So kauften beispielsweise sowohl Shino als auch Kotomi Manga für Erwachsene, die sie Takatoshi überreichten, als er zwischenzeitlich krank war.
Ranko Hata (畑 ランコ, Hata Ranko)
Als Mitglied des Fotografie-Clubs hat sie die Angewohnheit, Aufnahmen von den Mitgliedern des Schülerrats zu machen und sie in der Schule weiterzuverkaufen. Dazu verdreht die aalglatte Schülerin gerne die Fakten und dringt weit in die Intimsphäre der anderen Figuren ein. Wobei sie jedoch auch regelmäßig erwischt wird, was in der Zerstörung ihrer Aufnahmen endet.
Naruko Yokoshima (横島 ナルコ, Yokoshima Naruko)
Sie ist Lehrerin und Anleiterin des Schülerrats. Wie Shino und Aria hat auch sie immer wieder perverse Gedanken und fühlt sich zu jüngeren Männern und Jungen hingezogen, die sie sich schamlos einverleiben möchte. Darüber hinaus wird sie als unzuverlässig und eigentlich in ihrer Funktion überflüssig dargestellt. Zumal sie auch noch dazu tendiert, sich regelmäßig zu betrinken.
Kaede Igarashi (五十嵐 カエデ, Igarashi Kaede)
Kaede hat es sich zur Aufgabe gemacht, die moralischen Grundsätze in der Schule zu wahren. Damit gerät sie unwillkürlich mit Shino in Konflikt, zumal sie ihre Informationen auch noch von Ranko bezieht. Jedoch bleibt sie meist dem Schülerrat, insbesondere Takatoshi, fern, da sie unter Androphobie, der Angst vor dem anderen Geschlecht, leidet.

## Entstehung und Veröffentlichungen
Die Yonkoma-Mangareihe Seitokai Yakuindomo wird vom japanischen Künstler Tozen Ujiie geschrieben. Seit der Mai 2007, in der Juni-Ausgabe, wurde der Manga in dem Magazin Magazine Special publiziert, das von Kodansha verlegt wird. Im Juli 2008 wurde die Publikation eingestellt und im Shūkan Shōnen Magazine des gleichen Verlegers fortgeführt. Die einzelnen Kapitel wurden zu bisher 16 Tankōbon-Ausgaben zusammengefasst. Der fünfte Sammelband erschien auch in einer Sonderausgabe mit einer OVA.
- Bd. 1: 12. August 2008, ISBN 978-4-06-384030-8
- Bd. 2: 15. Mai 2009, ISBN 978-4-06-384142-8
- Bd. 3: 15. Januar 2010, ISBN 978-4-06-384240-1
- Bd. 4: 17. August 2010, ISBN 978-4-06-384347-7 (Sonderausgabe ISBN 978-4-06-362170-9)
- Bd. 5: 15. April 2011, ISBN 978-4-06-384479-5 (Sonderausgabe ISBN 978-4-06-358344-1)

## Anime
Aufbauend auf dem Manga entstand im Jahr 2010 die gleichnamige 13-teilige Anime-Fernsehserie Seitokai Yakuindomo, die im Studio GoHands unter der Regie von Hiromitsu Kanazawa animiert wurde. Die Erstausstrahlung der Serie begann in den frühen Morgenstunden des 5. Juli 2010, und damit am vorherigen Fernsehtag, auf TV Kanagawa. Einige Tage später begannen ebenfalls die Sender Chiba TV, TV Saitama, Sun TV, KBS Kyōto, Tokyo MX, TV Aichi und AT-X mit der Ausstrahlung. Die letzte Folge wurde am 27. September 2010 übertragen, an deren Ende eine Fortsetzung durch eine zweite Staffel in Aussicht gestellt wurde.
Vom 4. Januar bis 29. März 2014 wurde eine zweite 13-teilige Staffel namens Seitokai Yakuindomo* (生徒会役員共*) auf AT-X erstausgestrahlt, sowie verzögert auch auf Tokyo MX, TV Saitama, Chiba TV, TV Kanagawa, Sun TV, TV Aichi, KBS Kyōto und BS11. Zeitgleich wird eine englisch untertitelte Fassung auf Crunchyroll als Simulcast gestreamt werden.

### Synchronisation
| Rolle            | japanischer Sprecher (Seiyū) |
| ---------------- | ---------------------------- |
| Takatoshi Tsuda  | Shintarō Asanuma             |
| Shino Amakusa    | Yōko Hikasa                  |
| Aria Shichijō    | Satomi Satō                  |
| Suzu Hagimura    | Sayuri Yahagi                |
| Kotomi Tsuda     | Asami Shimoda                |
| Ranko Hata       | Satomi Arai                  |
| Naruko Yokoshima | Yū Kobayashi                 |
| Kaede Igarashi   | Emiri Katō                   |

### Musik
Im Vorspann der Serie wurde der Titel Yamato Nadeshiko Education (大和撫子エデュケイション) von Triple Booking, einer Gruppe bestehend aus den Seiyū Yōko Hikasa, Satomi Satō und Sayuri Yahagi verwendet. Im Abspann war der Titel Aoi Haru (蒼い春) zu hören, der von Angela interpretiert wurde.